# گیران، کشمیر
گیران (به انگلیسی: Giran) یک منطقهٔ مسکونی در پاکستان است که در کشمیر آزاد واقع شده‌است. گیران ۸۴۴ متر بالاتر از سطح دریا واقع شده‌است.